# Sodaliet
Het mineraal sodaliet is een chloor-houdend natrium-aluminium-silicaat met de chemische formule Na8Al6Si6O24Cl2. Het tectosilicaat behoort tot de veldspaatvervangers.

## Eigenschappen
Het witte, grijze, roze, groene of azuurblauwe sodaliet heeft een glas- tot vetglans, een witte streepkleur en de splijting is slecht volgens het kristalvlak [110]. De gemiddelde dichtheid is 2,29 en de hardheid is 6. Het kristalstelsel is kubisch en het mineraal is niet radioactief.

## Naam
De naam van het mineraal sodaliet is afgeleid van de chemische samenstelling; het Engelse sodium betekent "natrium".

## Voorkomen
Sodaliet komt voornamelijk voor in nefelien-syenieten, fonolieten en andere felsische silica-arme stollings- en metamorfe gesteenten. De typelocatie is gelegen in het Ilimaussaq-massief op Groenland.